# St. Walburga (Bad Steben)

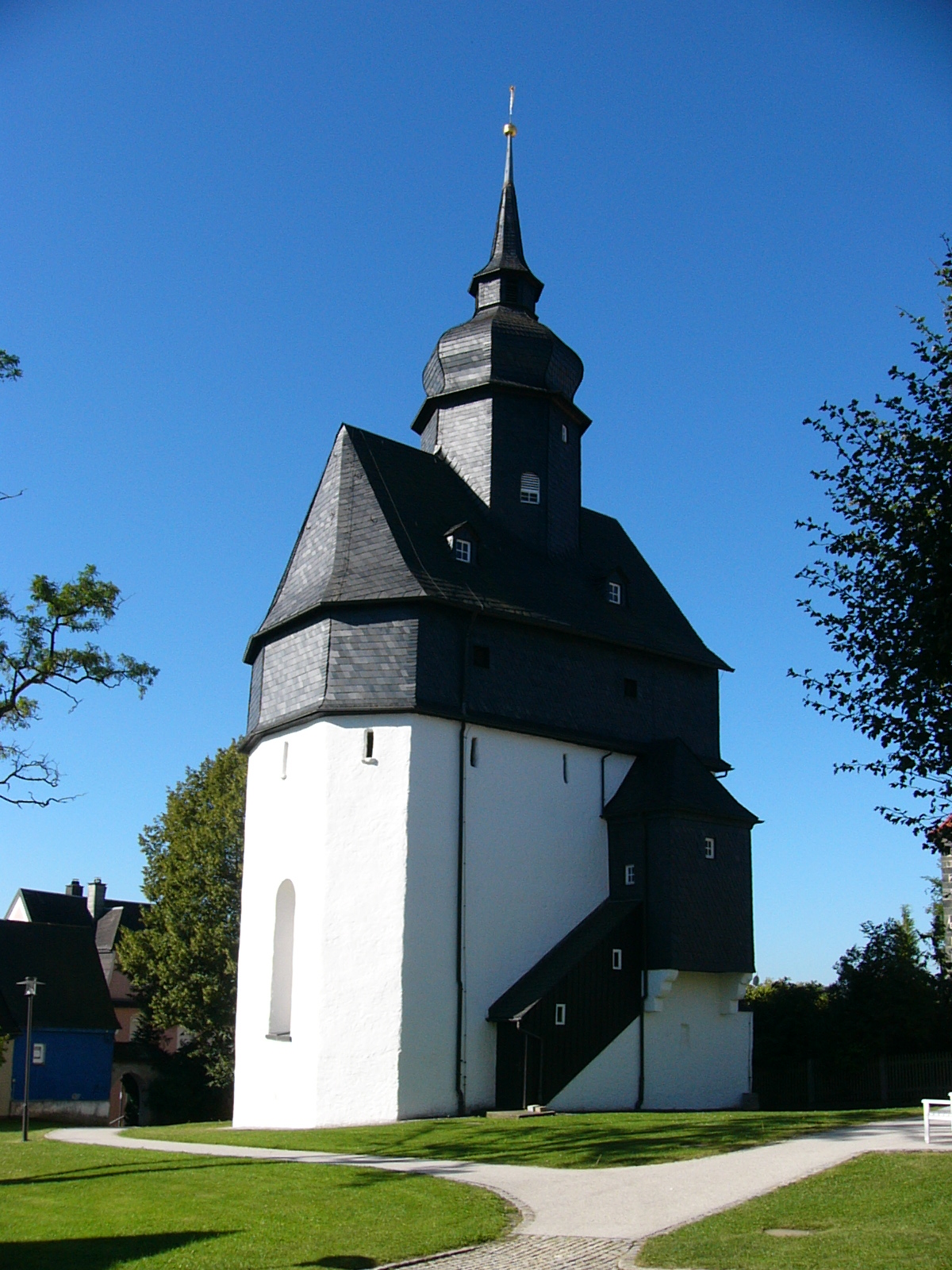
Ansicht der Kirche

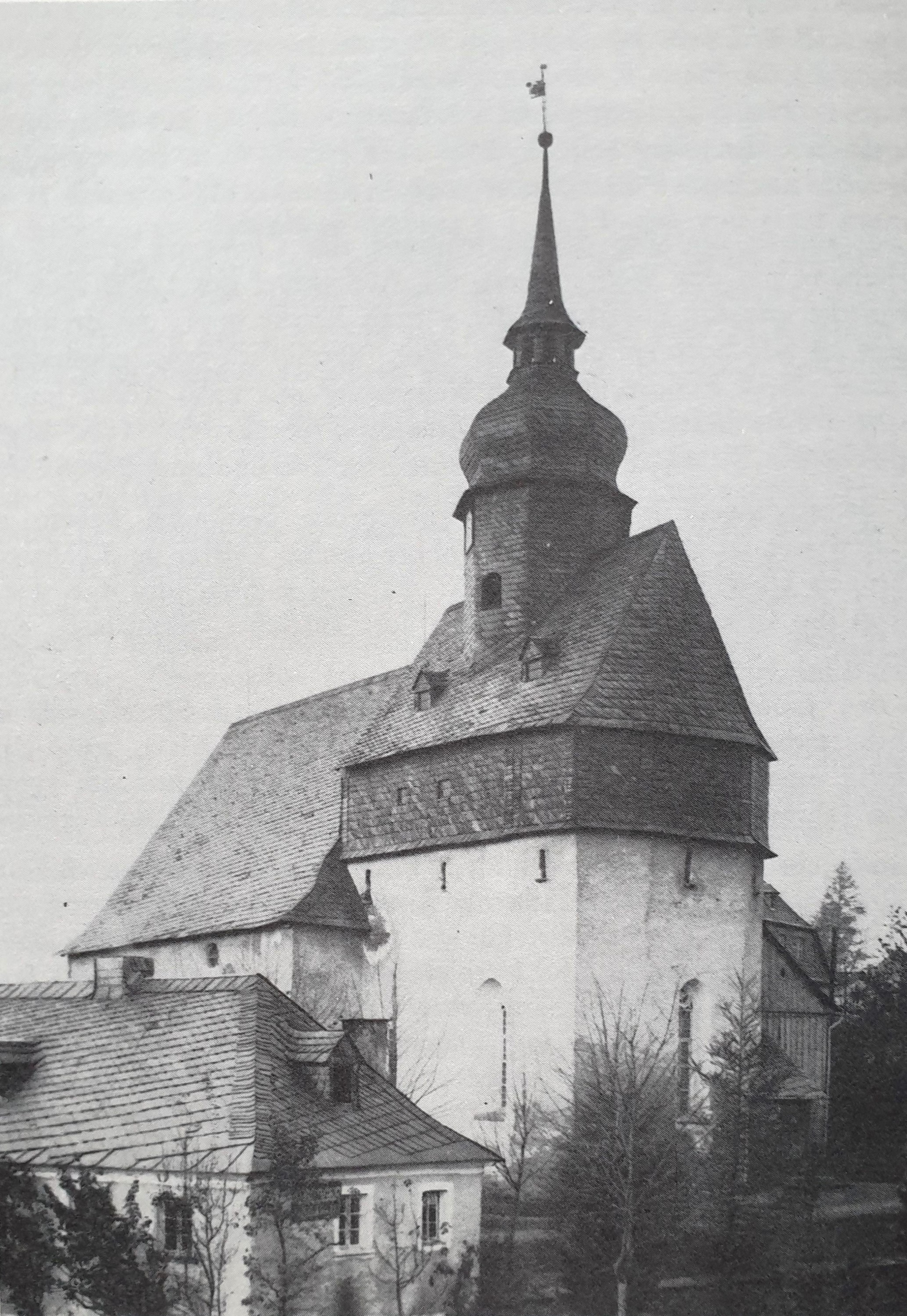
Ansicht um 1900 vor dem Abriss des Langhauses

St. Walburga ist eine Wehrkirche und die alte evangelisch-lutherische Pfarrkirche von Bad Steben. Sie steht unmittelbar neben der Lutherkirche.

## Geschichte
Die Überlieferung schreibt einer ursprünglichen Kapelle ein hohes Alter zu und verleiht ihr den Status einer Urpfarrei. Das Mauerwerk lässt sich auf das 13. oder 14. Jahrhundert datieren. Urkundlich fassbar ist ein Streit, der sich durch das 14. Jahrhundert zog: Die reiche Mutterpfarrei St. Lorenz in Hof sollte auf Drängen des Bamberger Bischofs mit Rückhalt des Papstes von einem Bamberger Domherrn besetzt werden. Der Hofer Pfarrer aus der Familie von Weißelsdorf widersetzte sich 1374 dieser Anordnung, er wurde seines Amtes enthoben und über die Pfarrei ein Interdikt ausgesprochen; über die Landesherren, die Vögte von Weida und die Nürnberger Burggrafen wurde ebenfalls der Kirchenbann verhängt. Noch im Jahr 1374 löste der Nürnberger Burggraf Friedrich V. die Pfarrkirche zu Steben und die Kapelle zu Naila aus der Zugehörigkeit zu St. Lorenz und übertrug die Lehens- und Besetzungsrechte dem Grafen Otto von Orlamünde und seinen Nachfahren. Als Caspar von Waldenfels 1427 die Herrschaft Lichtenberg erwarb, übernahm seine Familie auch das Patronat über die Kirche.
Nach überlieferten Zerstörungen durch die Hussitenkriege 1430 und in der Waldenfelser Fehde 1444 wurde unter anderem ein Wehrgeschoss aufgesetzt und der Kirchhof befestigt. Zur Zeit der Reformation war Hans von Waldenfels ein früher Anhänger der neuen Lehre. Erneute Beschädigungen der Kirche erfolgten im Zweiten Markgrafenkrieg und im Dreißigjährigen Krieg. Von den Renovierungsarbeiten in der Zeit des Fürstentums Kulmbach-Bayreuth zeugen Wappendarstellungen der Markgrafen Christian Ernst und Karl Alexander.
Der Mangel als Sitzplätzen führte schließlich 1910 zum Bau der Lutherkirche, das Langhaus von St. Walburga wurde noch im selben Jahr abgerissen. Die neue Kirche konnte sowohl die gestiegene Bevölkerungszahl als auch die Kurgäste aufnehmen. Die Geldentwertung der 1920er Jahre verzögerte notwendige Instandhaltungsarbeiten an der alten Kirche.

## Ausstattung
Zu den Besonderheiten der Ausstattung zählen ein Sakramentshäuschen und ein Taufengel. 1911 entdeckte man bei Instandsetzungsarbeiten die Seccomalereien des Chorraumes wieder, die Ende des 17. Jahrhunderts übermalt worden waren und auf die Zeit um 1510 datiert werden.
Grabmäler erinnern an Ernst von Waldenfels, seine Frau Maria, eine geborene Marschalk von Pappenheim und zwei ihrer Söhne. Ein Epitaph verweist auf die fünf Kinder des Wolf Christoph von Reitzenstein. Diese waren  in der Zeit von 1714 bis 1719 gestorben und in einer 1970 entdeckten Gruft beigesetzt worden.